# Произшествия на сляпата улица
„Произшествия на сляпата улица“ е български 6-сериен телевизионен игрален филм (криминален, мистерия, драма), създаден през 1967 и 1974 година от режисьорите Владислав Икономов и Людмил Кирков, по сценарий на Павел Вежинов и Кирил Войнов. Оператори са Георги Русинов и Цанчо Цанчев. Музиката във филма е композирана от Борис Карадимчев, Кирил Цибулка. Художник е Здравко Мавродиев, а редактор Никола Петров.

## Серии
Изброени в реда, в който са излъчени от 13 септември 2011 до 6 октомври 2011 по БНТ Свят:
- „Кутия за емфие“ (1974)[1], сценарист – Павел Вежинов, режисьор – Владислав Икономов
- „Нещастен случай“ (1974)[2], сценарист – Кирил Войнов, режисьор – Владислав Икономов
- „Самопризнание“ (1967)[3], сценарист – Павел Вежинов, режисьор – Владислав Икономов
- „Прилепите летят нощем“ (1967)[4], сценарист – Павел Вежинов, режисьор – Людмил Кирков
- „Сълзите на черепа“ (1974)[5], сценарист – Кирил Войнов, режисьор – Людмил Кирков

- 1. серия – „Кутия за емфие“ – 66 минути
- 2. серия – „Самопризнание“ – 87 минути
- 3. серия – „Нещастен случай“ – 95 минути
- 4. серия – „Ф – 103“ – 91 минути
- 5. серия – „Прилепите летят нощем“ – 98 минути
- 6. серия – „Сълзите на черепа“ – 81 минути [6].

## Актьорски състав
| Изпълнител                                | Роля                                                                                            |
| ----------------------------------------- | ----------------------------------------------------------------------------------------------- |
| Наум Шопов                                | капитан Милев, следовател / Разпопов (в 6 серии: от 1. до 6. вкл.)                              |
| Светослав Пеев                            | ст. лейтенант Ралчев, следовател (в 6 серии: от 1. до 6. вкл.)                                  |
| Войчех Пшоняк                             | инспектор Дюран (в 1. серия)                                                                    |
| Беата Тишкиевич                           | мадам Дюбоа, бивша любовница на шефа на Гестапо (в 1. серия)                                    |
| Виенчислав Глински                        | (в 1. серия)                                                                                    |
| Миечислав Павликовски                     | (в 1. серия)                                                                                    |
| Мая Драгоманска                           | стюардесата Капка (в 1. серия)                                                                  |
| Вера Драгостинова                         | стюардеса (в 1. серия)                                                                          |
| Росица Данаилова                          | Пеева (в 1. серия)                                                                              |
| Иван Кондов                               | генералът (в 1. серия)                                                                          |
| Георги Стоянов                            | Огюст Периа / мнимия Колон (в 1. серия)                                                         |
| Добромир Манев                            | митничарят Наско Начев (в 1. серия)                                                             |
| Крикор Азарян (като К. Азарян)            | продавачът на сувенири (в 1. серия)                                                             |
| Божидар Лечев (като Б. Лечев)             | (в 1. серия)                                                                                    |
| Теодор Юруков (като Т. Юруков)            | рецепционистът (в 1. серия)                                                                     |
| И. Блок                                   | (в 1. серия)                                                                                    |
| Ц. Петров                                 | (в 1. серия)                                                                                    |
| М. Левандовски                            | (в 1. серия)                                                                                    |
| Михаил Михайлов                           | Вергил Игнатов, полковник от Царската армия (във 2. серия)                                      |
| Ганчо Ганчев                              | Георги Маринов, полковник от Царската армия (във 2. серия)                                      |
| Васил Бъчваров                            | Петър Гоцев, осиновения племенник, студент по медицина от Русе (във 2. серия)                   |
| Антония Чолчева                           | вдовицата Бонева, леля на Петър (във 2. серия)                                                  |
| Антоанета Вачева                          | (във 2. серия)                                                                                  |
| Лили Енева                                | д-р Мушева (във 2. серия)                                                                       |
| Димитър Йорданов (като Димитър Цонев)     | хазяинът на Елена Хаджигоцева в Русе (във 2. серия)                                             |
| Тодор Георгиев                            | (във 2. серия)                                                                                  |
| Веселин Борисов                           | железничарят (във 2. серия)                                                                     |
| Кънчо Кънев                               | (във 2. серия)                                                                                  |
| Николай Бинев                             | архитект Стефан Радев (в 3. серия)                                                              |
| Ани Спасова                               | Роза Желязкова, дъщеря на Стефан и Антония (в 3. серия)                                         |
| Тодор Колев                               | младият адвокат Стаменов (в 3. серия)                                                           |
| Петър Пенков                              | юрист-консултът Димитър Генов , любовник на Антония (в 3. серия)                                |
| Ангел Георгиев                            | Андрей Желязков, съпруг на Роза и зет на Радев (в 3. серия)                                     |
| Любен Желязков                            | адвокат и колега на Стоименов (в 3. серия)                                                      |
| Васил Попилиев                            | следователят Якимов (в 3. серия)                                                                |
| Румяна Бочева                             | колежка на Радев (в 3. серия)                                                                   |
| Димитрина Савова                          | голямата леля на Роза (в 3. серия)                                                              |
| Лора Кремен                               | малката леля на Роза (в 3. серия)                                                               |
| Жана Стоянович                            | Антония Радева (в 3. серия)                                                                     |
| Валентина Борисова                        | началничката на архитект Радев (в 3. серия)                                                     |
| Льони Попова                              | (в 3. серия)                                                                                    |
| Иван Обретенов                            | колега на Радев (в 3. серия)                                                                    |
| Ивайло Джамбазов                          | Петьо, синът на Стефан Радев (в 3. серия)                                                       |
| Хари Тороманов                            | д-р Парушев, патологът (в 3. серия)                                                             |
| Пеьо Драгоев                              | (в 3. серия)                                                                                    |
| Николай Томов                             | (в 3. серия)                                                                                    |
| Георги Кишкилов                           | Гено Бъчваров                                                                                   |
| Доротея Тончева                           | Невена                                                                                          |
| Вера Среброва                             | Светла                                                                                          |
| Леда Тасева                               |                                                                                                 |
| Стоян Стойчев                             |                                                                                                 |
| н.а. Таня Масалитинова                    | Надежда Замфирска, учителка (в 5. серия)                                                        |
| Климент Денчев                            | Славчо Йотов Кънев, началникът на ремонтната база (в 5. серия)                                  |
| Иван Джамбазов                            | Янко Несторов, механик от ремонтната база (в 5. серия)                                          |
| Никола Тодев                              | Георги Кръстев Манолов, работник (в 5. серия)                                                   |
| Георги Русев                              | Георги, старшината от МВР (в 5. серия)                                                          |
| з.а. Лора Керанова                        | кака Еленка (в 5. серия)                                                                        |
| Лидия Вълкова                             | Цвета, съпругата на майора (в 5. серия)                                                         |
| Владимир Русинов                          | докторът (в 5. серия)                                                                           |
| Димитър Бочев                             | Младен, майорът от МВР (в 5. серия)                                                             |
| Никола Ханджийски                         | бай Спиридон Ленков, председателят на ТПК „Бакелит“ (в 5. серия)                                |
| Васил Вачев                               | началникът (в 5. серия)                                                                         |
| Николай Иванов (като Никола Иванов)       | Добри Тодоров Христов (в 5. серия)                                                              |
| Герасим Младенов                          | (в 5. серия)                                                                                    |
| Николай Узунов                            | (в 5. серия)                                                                                    |
| Злати Павлов                              | (в 5. серия)                                                                                    |
| Стефан Костов                             | бармана в ресторанта (в 5. серия)                                                               |
| Йорданка Ралчева                          | (в 5. серия)                                                                                    |
| Цветана Янкова                            | (в 5. серия)                                                                                    |
| Коста Цонев                               | (в 5. серия)                                                                                    |
| Светослав Иванов                          | (в 5. серия)                                                                                    |
| Димитър Манчев                            | Ахил Спиридонов /фалшивия поп (в 6. серия) археолог- старши научен сътруднико, работещ в музея, |
| Кирил Господинов                          | Ангел Ангелов (в 6. серия) известен софийски крадец                                             |
| Найчо Петров                              | Игнат Ангелов Крънзов (в 6. серия) гледащ прасета за „Родопа“                                   |
| Аспарух Сариев                            | дядо Продан (в 6. серия) тартора на иманярите                                                   |
| Нели Монеджикова                          | Милка Гатева Кърнзова (в 6. серия) студентка-испанска филология и приятелка на Ангел            |
| Димитър Коканов                           | следователят Костов (в 6. серия)                                                                |
| Евстати Стратев (като Ефстати Стратев)    | Георги Гогов (в 6. серия) бивш клисар и бригадир на археологическите разкопки в Тихово          |
| Асен Георгиев                             | (в 6. серия)                                                                                    |
| Златина Дончева (като Златина Джамбазова) | лаборантката (в 6. серия)                                                                       |
| Любомир Петров                            | Тарантана (в 6. серия) немият и смахнат сирак                                                   |
| Иван Андреев                              | следователят Кирилов (в 6. серия)                                                               |
| Михаил Ботевски (като Мишо Ботевски)      | крадецът от трамвая (в 6. серия)                                                                |
| Иван Цветарски                            | заекващият свидетел (в 6. серия)                                                                |